# Biblioteka Elbląska
Biblioteka Elbląska – biblioteka wojewódzka nosząca od 1970 roku imię Cypriana Kamila Norwida. W zbiorach posiada książki z biblioteki Gimnazjum Elbląskiego założonej w 1535 roku przez Jana Myliusa, które w latach 1947–2000 były przechowywane w formie depozytu w Bibliotece Uniwersyteckiej w Toruniu. Od 1979 roku siedziba biblioteki znajduje się zabytkowym kompleksie budynków przy ulicy Wigilijnej 5-7 i Zamkowej 1.  

## Historia
Elbląg po dobrowolnym przyłączeniu się do Rzeczypospolitej w 1454 zaczął odgrywać coraz większą role na polu gospodarczym i politycznym oraz polu nauki, oświaty i kultury w Prusach Królewskich. Dzięki licznym przywilejom oraz dobrom wiejskim miasto stanowiło wydzielony teren, podobnie jak Gdańsk bądź Toruń. Te trzy wielkie miasta pruskie uznawały zwierzchność króla polskiego, ale zaznaczały wyraźnie odrębność prawno-ustrojową i autonomię. W skali Rzeczypospolitej Elbląg był miastem średniej wielkości. Rządziła nim Rada Miejska, zwana inaczej Pierwszym Ordynkiem. Ona ściągała podatki, dysponowała dochodami, decydowała o wszystkich ważniejszych sprawach miejskich, łącznie ze szkolnictwem i kulturą. W Elblągu, podobnie jak i w innych miastach Prus Królewskich, pokaźną grupę narodowościową, szczególnie wśród wyższych warstw społecznych stanowili przybysze z krajów niemieckich. W 1535 roku powstało Gimnazjum Akademickie w Elblągu, a na jego potrzeby pod koniec XVI wieku ówczesny rektor Jan Mylius utworzył bibliotekę. Początkowo niewielka powiększała zbiory dzięki zakupom i darowiznom. Swoje zbiory przekazywali jej zmarli profesorzy szkoły, miejscy notable i burmistrzowie Elbląga. W 1821 roku po połączeniu z księgozbiorem Rady Miejskiej zbiory udostępniono publicznie, a gdy w 1846 Gimnazjum zostało upaństwowione biblioteka został przeniesiona do innego budynku tworząc Stadtbibliothek.
Po zakończeniu II wojny światowej zbiory dawnej biblioteki miejskiej zostały w 1947 roku w formie depozytu przewiezione do Biblioteki Uniwersytetu Mikołaja Kopernika, gdzie przebywały do 2000 roku. Tymczasem Miejska Biblioteka Publiczna w Elblągu działająca przy ulicy Chopina w swoich zbiorach miała tylko 480 woluminów. W 1950 po przenosinach nowego budynku nie tylko powiększyły się zbiory, ale również zaczęły powstawiać filie biblioteczne, których w 1954 roku było dziewięć. W 1975 roku biblioteka dotychczas powiatowa staje się wojewódzką, a w 1979 roku z okazji 25 lecia działalności zostaje jej nadane imię Cypriana Kamila Norwida.  Po przejęciu w 1999 roku przez samorząd miasta Elbląga Rada Miejska nadała bibliotece statut i nazwę Biblioteka Elbląska im. Cypriana Norwida. W latach 2000–2002 do biblioteki powrócił depozyt z 1947 roku przechowywany i udostępniany w Bibliotece Uniwersyteckiej Uniwersytetu Mikołaja Kopernika.

## Lokalizacja
W ciągu 400 lat biblioteka elbląska zmieniła swoją siedzibę wielokrotnie. Pierwszą siedziba było stare gimnazjum nienadające się już do celów dydaktycznych. Następnie w 1882 siedzibę biblioteki przeniesiono na dzisiejszą ul. Królewiecką. Od 1915 roku do końca II wojny światowej biblioteka mieściła się w budynku po dawnym Urzędzie Celnym przy Große Lustgarten 6 (obecnie plac Wolności, u zbiegu ulic Rycerskiej i Giermków). Po II wojnie światowej w latach 1945–-1948 mieściła się przy ulicy Chopina, a w 1950 roku przeniesiono zbiory na ulicę Łączności 2. Od 1979 roku kompleks biblioteczny mieści się zabytkowym kompleksie budynków przy ulicy Wigilijnej 5-7 i Zamkowej 1 w skład którego wchodzi między innymi budynek dawnego kościoła św. Ducha. W 2019 roku został wykonany remont zabytkowych budynków w ramach którego wymieniono dach, okna i drzwi, wykonano montaż izolacji przeciwwilgociowej oraz iluminację budynku. W 2020 roku wyremontowano kolejne pomieszczenia w których została przygotowana interaktywna wystawa dawnej książki i prasy ELKAMERA. 

## Zbiory
W 1930 roku zbiory biblioteki liczyły 58 000 woluminów. Po zakończeniu wojny zbiory niszczały z powodu uszkodzenia budynku. O przekazanie ich do Torunia czynił starania ówczesny dyrektor Biblioteki Uniwersyteckiej w Toruniu Stefan Burhardt. Już 5 lipca 1946 roku taką decyzję podjęło Ministerstwo Oświaty. Jednak zezwolenie na przewóz książek wydało dopiero 6 czerwca 1947 roku. Umowę pomiędzy władzami Uniwersytetu a miastem podpisano dopiero 6 listopada 1947 roku. Zakładała ona, że zbiory są przekazywane jako depozyt na okres 25 lat, zobowiązywała do skatalogowania w ciągu 2 lat najstarszych zbiorów sprzed 1890 roku, a pozostałych w ciągu 4 lat. W listopadzie 1947 roku koleją zbiory zostały przetransportowane do Torunia, gdzie wpisano je do osobnego inwentarza. nie utworzono jednak osobnego katalogu zaznaczając na kartach w lewym górnym roku literą „E”. Niestety najstarsze starodruki spakowane w skrzynie, kilkanaście szaf i resztki katalogu w 1947 roku zostały wywiezione w nieznanym kierunku i mimo poszukiwań UB nie zostały odnalezione. 8 tysięcy woluminów zostało zabranych do Uniwersytetu Bałtyckiego. 
Już w 1957 roku Prezydium Miejskiej Rady Narodowej wystąpiło o zwrot książek dotyczących historii miasta i regionu. W latach 1960–1963 do zbiorów Miejskiej Biblioteki Publicznej wróciły 1442 woluminy. O rewindykację zbiorów występowała MBP w 1970 roku, ale dopiero 27 października 1994 roku umowa z UMK została wypowiedziana. decyzję ta potwierdziła w 1997 roku Rada Elbląga domagając się powrotu zbiorów w 2000 roku. 28 września 1998 roku podpisano umowę z UMK w sprawie przechowywania zbiorów do 31 grudnia 2000 roku. Ustalono, że najpierw zostaną zwrócone druki zwarte, następnie czasopisma i gazety, a na końcu zbiory specjalne i inne. W latach 2000–2002 zbiory powróciły do Elbląga. 
Biblioteka posiada bogate zbiory z wielu dziedzin, m.in. archeologii, geografii, dziennikarstwa, paleontologii, języków obcych, fizyki i mikrobiologii. 
W 2016 roku zgodnie z “Rozporządzeniem Ministra Kultury i Dziedzictwa Narodowego z dnia 16 września 2016 r. zmieniającym rozporządzenie w sprawie narodowego zasobu bibliotecznego” zbiory zabytkowe biblioteki zostały zaliczone do narodowego zasobu bibliotecznego. Obejmuje on unikatowe zbiory, które mają wyjątkową wartość historyczną, naukową, kulturalną lub artystyczną. Są one objęte szczególną ochroną. Ze zbiorów biblioteki do narodowego zasobu bibliotecznego zaliczono 9022 woluminów. Zbiór ten obejmuje rękopisy, inkunabuły (wśród nich 14 woluminów będących jedynymi egzemplarzami w Polsce) oraz stare druki (XVI-XVIII w.). Zbiory te podlegają konserwacji, a po digitalizacji są udostępniane w Elbląskiej Bibliotece Cyfrowej.

## Biblioteka Cyfrowa
Digitalizację zbiorów w Bibliotece Elbląskiej im. C. Norwida rozpoczęto w 2008 roku. Powstała wtedy pracownia digitalizacji oraz Elbląska Biblioteka Cyfrowa w której po zeskanowaniu są prezentowane zbiory oraz Elbląski Wortal Historyczny w którym są udostępniane ich opracowania. Od 9 grudnia 2013 roku do digitalizacji biblioteka korzysta ze skanera QIDENUS MASTERED A2. Do 2013 roku udostępniono 43 tysiące zdigitalizowanych publikacji. Kierownikiem Elbląskiej Biblioteki Cyfrowej jest Tomasz Jabłoński. 

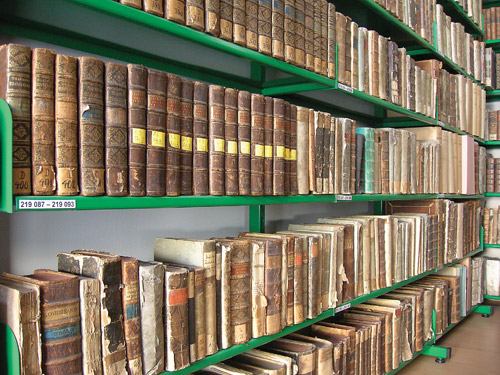
Zbiory Biblioteki Elbląskiej (starodruki)